# Stacey Keating
Stacey Keating is een golfprofessional uit Australië.

## Amateur
In 2010 was Stacey Keating de beste amateur van Australië. Ze was dat jaar een van de twee speelsters die de Karrie Webb studiebeurs van $ 10.000 kreeg.

### Gewonnen
- 2010: Victorian Play Championship, West Australian Stroke Play Championship, Tasmanian Stroke Play Championship, Australian Amateur Play Championship

### Teams
- Espirito Santo Trophy: 2010

## Professional
Na de Espirito Santo Trophy ging ze als amateur naar de Europese Tourschool. Toen ze zich voor Stage 2 kwalificeerde, werd ze professional.

### Gewonnen
Ladies European Tour
- 2012: Open de France Dames, Open De España Femenino

ALPG Tour
- 2011: Hahn Premium Light & Konami Port Kembla Golf Club Pro-Am, Mount Broughton Ladies Classic
- 2013: The Vintage Golf Club Pro-Am, Women's Victorian Open